# Riesgos catastróficos globales (libro)
Riesgos catastróficos globales es un libro de no ficción de 2008 editado por el filósofo Nick Bostrom y el astrónomo Milan M. Ćirković. El libro es una colección de ensayos de 26 académicos, escritos acerca de varios riesgos catastróficos y existenciales globales.

## Contenido
Los riesgos mencionados en el libro incluyen riesgos tanto antropogénicos (provocados por el hombre), como riesgos no antropogénicos.
- Antropogénico: inteligencia artificial general, guerra biológica, guerra nuclear, nanotecnología, cambio climático antropogénico, calentamiento global, y  totalitarismo global estable.
- No antropogénicos: impactos de asteroides, y explosiones de rayos gamma.

El libro aborda también cuestiones generales, como respuestas políticas. y los métodos para predecir y gestionar catástrofes.